# دنیل بیلوس
دنیل بیلوس (انگلیسی: Daniel Bilos؛ زادهٔ ۳ سپتامبر ۱۹۸۰) بازیکن فوتبال اهل آرژانتین است.
از باشگاه‌هایی که در آن بازی کرده‌است می‌توان به باشگاه فوتبال بانفیلد، باشگاه فوتبال بوکا جونیورز، باشگاه ورزشی سن لورنسو آلماگرو، باشگاه فوتبال آمریکا، و باشگاه فوتبال سن-اتین اشاره کرد.
وی همچنین در تیم ملی فوتبال آرژانتین بازی کرده‌است.